# 鹿川
鹿川（かのかわ）は日本の南西諸島、沖縄県八重山郡竹富町の地名。
現在、小字としての「鹿川」という地名は廃止されており、西表島南西部のいくつかの地域と併せて「沖縄県八重山郡竹富町大字崎山」の一部となっている。

## 概要
西表島の南西部、鹿川湾に面する地域。琉球王国時代は当初、祖納に置かれた番所の監督下に属していたが後に網取と共に波照間島の島民を強制移住させた開拓村である崎山の番所へ管轄が移り、祖納番所の管轄であった船浮との間にウファラ越地（くいち）と呼ばれる歩道が整備された。
1901年に廃村となり、集落の住民は多くが崎山（1948年廃村）や網取（1971年廃村）へ移住した。以後、砂浜や洞窟、滝などの風景を観賞するトレッキングの目的地として不定期にツアーが組まれている。
2008年、竹富町教育委員会は当地において紀元前20世紀から紀元前12世紀頃まで続いた無土器期の移行を示す遺跡を発見したことを発表し「鹿川ウブドー遺跡」と命名した。